# Robert Wright Campbell
Robert Wright Campbell (* 9. Juni 1927 in Newark, New Jersey; † 21. September 2000 in Monterey) war ein US-amerikanischer Drehbuchautor, Schriftsteller und trat gelegentlich als Schauspieler auf. Sein Name wird meist mit R. Wright Campbell abgekürzt.

## Leben
Campbell studierte Malerei am Pratt Institute in Brooklyn und diente während des Koreakrieges in der United States Army. Nach seiner Entlassung fragte er seinen Bruder, den Schauspieler William Campbell, was dieser verdiene und entschloss sich dann nach Hollywood zu ziehen.
Campbell schrieb für verschiedene Fernsehserien, unter anderem für The Loretta Young Show und Warner Bros.’ Maverick und Bronco. Sein Bruder machte ihn außerdem mit Roger Corman bekannt, für den er unter anderem die Drehbücher zu Fünf Revolver gehen nach Westen (1955), Teenage Cave Man (1958) und Satanas – Das Schloß der blutigen Bestie (1964). Für Der Mann mit den 1000 Gesichtern, eine Dokumentation über die Karriere von Lon Chaney senior, erhielt er 1958 eine Oscar-Nominierung. Hierfür wurde er gemeinsam mit Ivan Goff, Ben Roberts und Ralph Wheelwright nominiert, die ebenfalls an der Entwicklung des Drehbuchs beteiligt waren.
Campbell hörte Ende der 1960er mit den Drehbüchern auf und verlegte sich auf das Schreiben von Romanen. Er ließ sich in Carmel, Kalifornien nieder. Sein erster Roman wurde The Spy Who Sat and Waited. Er entwarf die Romanserie „La-La Land“ mit einem Helden namens Jack Whistler und eine Reihe mit Romanen über Jack Flannery, die mit einem Edgar Allan Poe Award und einem Anthony Award ausgezeichnet wurde. Im Verlag Bastei Lübbe erschienen 1983 auf Deutsch die beiden Romane Stiche im Dunkeln (1983) und Unternehmen Oscar (1983). Vertrau dem Mut deiner Taube erschien 1980 im Fischer Taschenbuchverlag.

## Werke (Auswahl)
- Stiche im Dunkeln. Bergisch Gladbach: Bastei-Verlag Lübbe, 1983.
- Unternehmen Oscar. Bergisch Gladbach: Bastei-Verlag Lübbe, 1983
- Vertrau dem Mut deiner Taube. Frankfurt am Main: Fischer-Goverts, 1980

## Filmografie (Auswahl)
- 1955: Fünf Revolver gehen nach Westen (Five Guns West)
- 1956: Schieß oder stirb! (Gun for a Coward)
- 1957: Quantez, die tote Stadt (Quantez)
- 1957: Der Mann mit den 1000 Gesichtern (Man of a Thousand Faces)
- 1958: Das Raubtier (Machine-Gun Kelly)
- 1958: Teenage Cave Man
- 1960: Aufstand im Morgengrauen (A Terrible Beauty)
- 1963: Schnelle Autos und Affären (The Young Racers)
- 1963: Dementia 13
- 1964: Satanas – Das Schloß der blutigen Bestie (The Masque of the Red Death)
- 1964: Geheimauftrag Dubrovnik (The Secret Invasion)
- 1967: Die wilden Schläger von San Francisco (Hells Angels on Wheels)
- 1969: Kapitän Nemo (Captain Nemo and the Underwater City), mit Pip Baker und Jane Baker